# Гафурзянова, Камилла Юсуфовна
Камилла Юсуфовна Гафурзянова (род. 18 мая 1988, Казань, Татарская АССР, РСФСР, СССР) — российская спортсменка-рапиристка, тренер. Серебряный призёр летних Олимпийских игр 2012 года в Лондоне в командных соревнованиях. Заслуженный мастер спорта России

## Биография
Аспирантка Московского государственного университета путей сообщения.
В 1996 году начала заниматься фехтованием. Первый тренер Ю. В. Бахтиярова
Выступает за ЦСКА.
В 2009 году начала выступления за сборную команду России, дебютировала на чемпионате Европы 2009 года. Тренеры В. Ю. Павлович и И. Р. Шаймарданов.

### Лучшие результаты
- Серебро — Летние Олимпийские игры 2012 (ком.)
- Серебро — Кубок России 2011 года (личн.)
- Золото — Всемирная универсиада 2011 года (личн. и ком.)
- Серебро — Чемпионат мира 2009 года (ком.)
- Серебро — Чемпионат Европы 2012 года (личн.),
- Бронза — Чемпионат Европы 2012 года (ком.)

## Награды
- Почетная грамота Президента Российской Федерации (9 января 2012) - за заслуги в развитии физической культуры и спорта, высокие спортивные достижения на XXVI Всемирной летней Универсиаде 2011 года в городе Шеньжене (Китай)[1]
- Медаль ордена «За заслуги перед Отечеством» I степени (13 августа 2012 года) — за большой вклад в развитие физической культуры и спорта, высокие спортивные достижения на Играх XXX Олимпиады 2012 года в городе Лондоне (Великобритания)[2]
- Заслуженный мастер спорта России (20 августа 2012 года)[1]